# アウスト・アグデル県

アウスト・アグデル県
Aust-Agder fylke
（廃止）

アウスト・アグデル県（Aust-Agder [ˈæʉst ˈɑɡdər] ( 音声ファイル)）はノルウェーにかつて存在した県。テレマルク県、ローガラン県、ヴェスト・アグデル県と接していた。2002年の調査では人口はノルウェー全体の人口の2.2%に当たる102,945人。領域の面積は9,212 km²である。県庁所在地はアーレンダール。2019年12月31日もって廃止され、現在はアグデル県となっている。
この県はスカゲラク海峡付近に位置しておりRisør（リーソー）のGjernestangen（ジェネスタンゲン）から、
Lillesand（リレサンド）のKvåsefjorden（クヴァセフィヨルド）まで広がっている。
内陸部にはSetesdalsheiene（ステザルシェイエネ？渓谷）やAustheiene（アウスシェイネ？渓谷）をふくむ。
県民の77%がスカゲラク海峡沿岸に住んでおり、アーレンダールとその付近の沿岸の町の観光が重要な産業となっている
この県はトロモイ（Tromøy）ジュストイア（Justøya）サンドイア（Sandøya）などの島も含む。
県内部の伝統的な地区であるステースダレン（Setesdalen）は内陸部にあり、ステースダレンから海にオトラ川が流れ込んでいる。
1769年の国勢調査からアウスト・アグデル県は安定して人口が伸びている。当時29,633人だったが、1900年までに79,927人にまで増えており、2001年には102,848人になった。

## 名前・県章
昔はこの地の知事の所在地であった、北部ネーデネスにちなんでネーデネス県と呼ばれていた。
ネーデネスはネード（現在ではニーデルヴァ）が川の名前であり、ネスの部分が岬の名前を意味している。
その後、1919年1月1日にアウスト・アグデル県と命名された。この名称はアウストが東を意味しており、直訳すると東アグデル県となる。また、この県の西にはヴェスト・アグデル県がある。2020年1月1日、ヴェスト・アグデル県と合併しアグデル県となった。
県章は二つ部の金の豆を表している。1958年に決められたものである。

## 下位行政区
アウスト・アグデル県には15の下位行政区があった。
- Åmli
- アーレンダール（Arendal）
- Birkenes
- Bygland
- Bykle
- Evje og Hornnes
- Froland
- Gjerstad
- グリムスタ（Grimstad）
- Iveland
- Lillesand
- リーセル（Risør）
- Tvedestrand
- Valle
- Vegårshei